# Pochoronite menja za plintusom
Pochoronite menja za plintusom (Похороните меня за плинтусом) è un film del 2009 diretto da Sergej Snežkin.

## Trama
Il film racconta di un ragazzo di nome Saša, che vive con sua nonna, perché non si fida dell'educazione di sua madre, considerandola una donna dissoluta.